# 무거움
무거움은 돌의 수효에 비해 능률이 미치지 못하거나 '모양에 무거운 느낌이 있어 활동성이 약한 것'을 뜻한다. 돌의 '움직임이 느리다' 또는 '발이 느리다'라고도 한다. 일반적으로 돌의 수효가 많으면 무겁고 적으면 가볍다.